# Japanische Badmintonmeisterschaft 1989
Die Japanische Badmintonmeisterschaft 1989 fand vom 19. bis zum 24. Dezember 1989 in Tokio statt. Es war die 43. Austragung der nationalen Titelkämpfe im Badminton in Japan. 

## Titelträger
| Disziplin    | Sieger                        |
| ------------ | ----------------------------- |
| Herreneinzel | Shūji Matsuno                 |
| Dameneinzel  | Aiko Miyamura                 |
| Herrendoppel | Shinji Matsuura Shūji Matsuno |
| Damendoppel  | Kimiko Jinnai Hisako Mori     |
| Mixed        | Naotsugu Tanida Tokiko Hirota |